# Tayloria

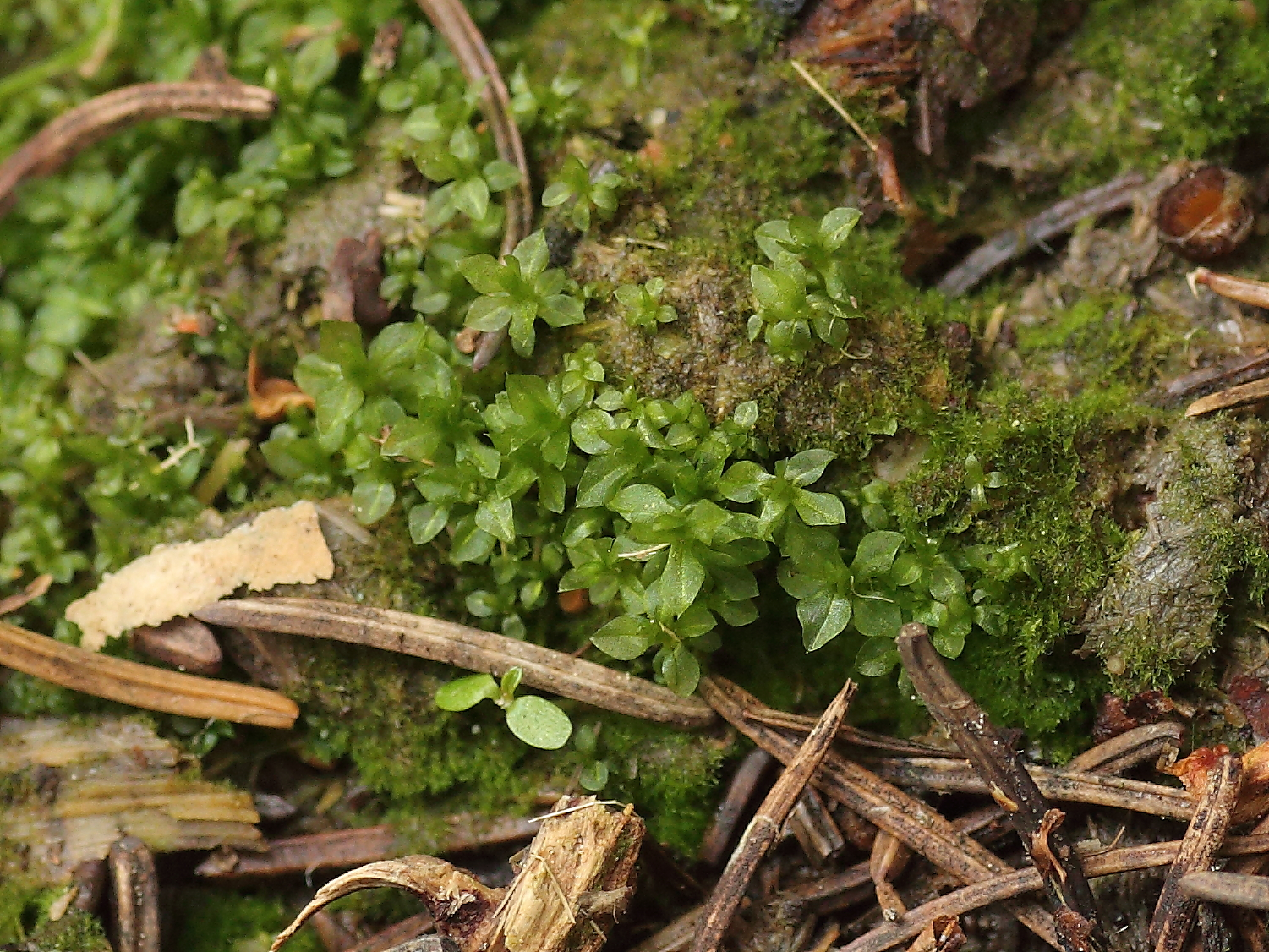

Tayloria é um género de gastrópode  da família Streptaxidae.
Este género contém as seguintes espécies:
- Tayloria amaniensis Verdcourt
- Tayloria angustistriata K. Pfeiffer
- Tayloria hyalinoides Thiele